# Būtingė
Būtingė (en alemany: Butendiekshof o Budendiekshof, en letó: Būtinciems) és un petit al nord de Lituània al costat de la costa de la mar Bàltica, en la frontera amb Letònia. Pertany al municipi de Palanga, i està situat a 17 km al nord d'aquesta ciutat. El poble va pertànyer per molt de temps a Livònia. Va formar part de Lituània des de 1921.
La terminal petroliera Būtingė, és una part d'«ORLEN Lietuva», que ha estat operant des de 1999. La terminal causa polèmica pel temor dels vessaments de petroli que s'han produït. Des de juliol de 2006, la terminal petroliera Būtingė és l'únic medi de subministrar per part d'«ORLEN Lietuva» (ex «MAZEIKIU Nafta»), ja que el seu soci de l'estat rus que controla «Lukoil corporation» ha tallat el subministrament a través de l'oleoducte Druzhba des de «Rússia».